# Poecilopeplus fontanieri
Poecilopeplus fontanieri là một loài bọ cánh cứng trong họ Cerambycidae.